# Argonnerlied
Het Argonnerlied of Argonnerwaldlied is een Duits soldatenlied waarvan de eerste twee coupletten geschreven werden aan het front gedurende de slag om de Argonne in de Eerste Wereldoorlog in de novemberdagen van 1914, waarna het lied razend populair werd onder soldaten. Ook gedurende de Tweede Wereldoorlog bleef het liedje haar populariteit behouden. Het werd ook wel het "Lied der Pioniere" of het "Pionierlied" genoemd. De pioniers (genie) speelden een grote rol in de loopgrafen van alle strijdende partijen.

## Oorsprong

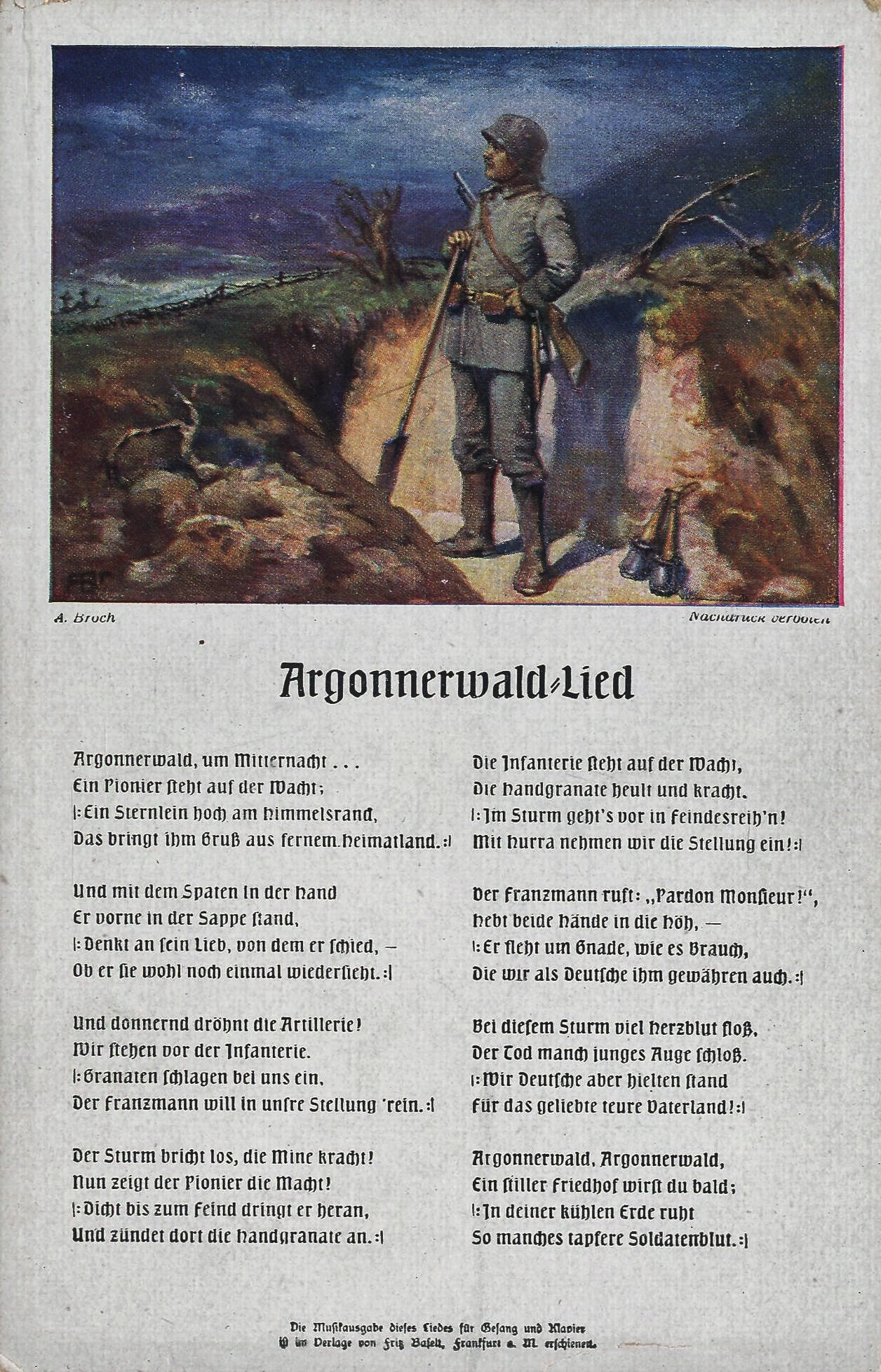
Het Argonnerlied

Het 1e couplet en uiteraard de melodie zijn gebaseerd op een reeds bestaand, ouder Duits matrozenlied, het zogenaamde Kiautschou-Lied. Hierop is dus de latere versie van de pioniers uit het Argonnerwald op gebaseerd.

## Geschiedenis en latere politieke versies
De twee bekendste coupletten (het eerste paar) stammen uit het begin van de Eerste Wereldoorlog, toen rond de novemberdagen van 1914 in de Argonne (tegenwoordig Frankrijk) een bloedige slag werd uitgevonden. In de Tweede Wereldoorlog bleef het populair.
Daarnaast verschenen er nog enkele andere versies, veelal van nationaalsocialistische aard, waaronder het vrij bekende SA-lied "Durch deutsches Land marschieren wir," dat een vergelijkbare tekst heeft. Deze ontstond in 1929 in Saksen. Oorspronkelijk werd hier onder andere "Wir fürchten SPD und Rotfront nicht" gezongen ("Wij vrezen de SPD en communisten niet"), de Reichsarbeitsdienst zong "Wir fürchten Moskau und die Juden nicht".
De marxisten van de Spartacusbond hadden ook een communistische versie, die in gewijzigde vorm in de DDR bleef voortbestaan.

## Tekst
Argonnerwald, um Mitternacht,
Ein Pionier stand auf der Wacht.
Ein Sternlein hoch am Himmel stand,
Bringt ihm 'nen Gruß aus fernem Heimatland.
Und mit dem Spaten in der Hand
Er vorne in der Sappe stand.
Mit Sehnsucht denkt er an sein Lieb:
Ob er sie wohl noch einmal wiedersieht?
Und donnernd dröhnt die Artill'rie.
Wir stehen vor der Infantrie.
Granaten schlagen bei uns ein,
Der Franzmann will in unsere Stellung 'rein.
Er frug nicht warum und nicht wie,
Tat seine Pflicht wie alle sie.
In keinem Liede ward´s gehört,
Ob er geblieben oder heimgekehrt.
Bedroht der Feind uns noch so sehr,
Wir Deutsche fürchten ihn nicht mehr.
Und ob er auch so stark mag sein,
In unsere Stellung kommt er doch nicht 'rein.
Der Sturm bricht los, die Mine kracht,
Der Pionier gleich vorwärts macht.
Bis an den Feind macht er sich ran
Und zündet dann die Handgranate an.
Die Infantrie steht auf der Wacht,
Bis daß die Handgranate kracht,
Geht dann mit Sturm bis an den Feind,
Mit Hurra nimmt sie dann die Stellung ein.
Der Franzmann ruft: Pardon Monsieur!
Hebt beide Hände in die Höh,
Er fleht uns dann um Gnade an,
Die wir als Deutsche ihm gewähren dann.
Bei diesem Sturm viel Blut auch floß,
Manch junges Leben hat's gekost´.
Wir Deutsche aber halten stand,
Für das geliebte, teure Vaterland.
Argonnerwald, Argonnerwald,
Ein stiller Friedhof wirst du bald!
In deiner kühlen Erde ruht
So manches tapfere Soldatenblut.
Und komm' ich einst zur Himmelstür,
Ein Engel Gottes steht dafür:
Argonnerkämpfer, tritt herein,
Hier soll für dich der ew'ge Friede sein.
Du Pionier um Mitternacht,
Heut' steht ganz Deutschland auf der Wacht.
In Treue fest, im Wollen rein,
Als eine neue starke Wacht am Rhein!